# ANNニュース
『ANNニュース』（エイエヌエヌニュース）は、キー局のテレビ朝日（旧日本教育テレビ→全国朝日放送）をはじめANN加盟各局で放送している日本のニュース番組であり、またその総称である。現在、朝・昼（午前11時台後半）に放送されている。2003年10月のテレビ朝日の社屋移転を機にタイトルロゴは「ANN NEWS」という英字表記を使用。

## 前史
NETテレビ開局当初は朝日新聞社と東映が運営する朝日テレビニュース社（後のNET朝日制作 → テレビ朝日映像）が制作した「NETニュース（朝日新聞制作）」が前身である。1970年、ANNが設立されるとこの名残りからNETや朝日新聞の資本が強い地方局では「ANNニュース 協力・朝日（新聞）」とクレジットされたが、近畿地方では毎日放送が『MBSニュース ANN』と番組タイトルを差し替えて放送した（ただしNETニュースのネットは1960年度からで、MBSテレビ開局当時の1959年はMBSの自社制作放送で行われていた）。
腸捻転 解消後は毎日放送に代わり、朝日放送が加盟局になり、1975年4月改編を機に、各時間帯毎に固有の名称に改題。『ANNニュース』はスポットニュースのみとなった。その後は順次『ANNニュース』への差し戻しが行われる格好となり、現在に至る。
以下、ここでいう「平日」とは、月曜日から金曜日を指し、祝日であるかは関係ない。

## 朝枠
1970年1月のANN発足当初から1975年3月まで『ANNニュース』として放送された。中京圏ではANN発足当初から1973年3月は名古屋テレビ放送(NBN)と中京テレビ放送(CTV)の2局並列での加盟であり、昼と夕方はNBN、他はCTVが取材・ネット受けを担当していたが、CTVは1971年3月まで放送開始が9時だった為に放送されなかった。
1975年4月『ANNニュースセブン』に改題し、さらに1987年10月には放送時間の繰り上げにより『ANNニュースフレッシュ』へ改題。
2003年9月29日に再開。再開時期はテレビ朝日の本社移転と同じであり、報道局に面したニュースルームから放送。

### 平日（朝枠）
2004年4月からオープニングに独自ジングルを使用、情報番組に内包される形となった。以降は番組内の1コーナーとしての演出を行なっている。
2013年4月からはクロマキー合成を使用。『やじうまテレビ!』→『グッド!モーニング』のスタジオセットから放送しているように演出し、テーマ曲及びテロップ類も同番組に合わせたものを使用している（2013年4月 - 9月は一部を除き『スーパーJチャンネル』仕様のテロップを使用していた）。

### 土曜・日曜（朝枠）
土曜（過去には日曜も）は、30秒間のCMが入り、CM前にエンディングテーマが流れる。2009年4月から土曜・日曜においても、平日同様のテロップを使用。かつてはオープニングは専用のショートバージョンだったが、2009年7月より土曜昼のニュースと共用に差し替えられた。2010年7月からは、オープニング、テロップともに『ANNニュース』独自のものを使用。
日曜は2017年10月1日から『サンデーLIVE!!』（テレビ朝日・朝日放送テレビ・メ〜テレ共同制作）開始に伴い、番組の1コーナーとしての放送に移行した。
その後2024年10月6日から、『グッド!モーニング』日曜版開始に伴い、日曜も平日同様テーマ曲及びテロップ類も同番組に合わせるようになった（ただしスタジオセットは平日版と異なり報道フロアからとなっている）。
2020年6月13日放送分から、土曜朝のニュースでは『東京手話通訳等派遣センター』の協力による手話通訳放送が実施されている。
天気予報は、系列局の県庁所在地の天気を伝える（東日本大震災発生以後5年間までの2016年3月まで、主要被災地5地点〈八戸市、宮古市、石巻市、相馬市、小名浜〉の天気も表示していた）。

### 放送日時（朝枠）
| 期間       | 期間       | 放送時間（日本時間） | 放送時間（日本時間） | 放送時間（日本時間） |
| 期間       | 期間       | 平日                 | 土曜                 | 日曜                 |
| ---------- | ---------- | -------------------- | -------------------- | -------------------- |
| 2003.09.29 | 2006.03.31 | 5:50（8分）          | 6:30（15分）         | 6:15（15分）         |
| 2006.04.01 | 2016.04.09 | 5:50（9分）          | 5:50（10分）         | 5:50（10分）         |
| 2016.04.10 | 2017.09.30 | 5:50（9分）          | 5:50（10分）         | 6:20（10分）         |
| 2017.10.01 | 2021.10.09 | 5:50（9分）          | 5:50（10分）         | 6:20頃（約7分）      |
| 2021.10.10 | 現在       | 5:50（9分）          | 5:50（10分）         | 6:28頃（約5分）      |

### 担当キャスター（朝枠）
| 期間 | 期間       | 平日・男性 | 平日・男性 | 平日・男性 | 平日・男性 | 平日・男性 | 平日・女性 | 平日・女性 | 平日・女性 | 平日・女性 | 平日・女性 | 週末     | 週末              |
| 期間 | 期間       | 月         | 火         | 水         | 木         | 金         | 月         | 火         | 水         | 木         | 金         | 土       | 日                |
| --- | ---------- | ---------- | ---------- | ---------- | ---------- | ---------- | ---------- | ---------- | ---------- | ---------- | ---------- | -------- | ----------------- |
| 2003.9.29 | 2004.3.28  | 小松靖     | 小松靖     | 小松靖     | 小松靖     | 小松靖     | 市川寛子   | 市川寛子   | 市川寛子   | 大木優紀   | 大木優紀   | 真鍋由   | 真鍋由            |
| 2004.3.29 | 2004.10.3  | 小松靖     | 小松靖     | 小松靖     | 中丸徹     | 中丸徹     | 大木優紀   | 大木優紀   | 大木優紀   | 前田有紀   | 前田有紀   | 真鍋由   | 真鍋由            |
| 2004.10.4 | 2005.4.1   | 小松靖     | 小松靖     | 小松靖     | 中丸徹     | 中丸徹     | 上宮菜々子 | 大木優紀   | 大木優紀   | 前田有紀   | 前田有紀   | 真鍋由   | 真鍋由            |
| 2005.4.2 | 2005.7.3   | 小松靖     | 小松靖     | 小松靖     | 中丸徹     | 中丸徹     | 上宮菜々子 | 上宮菜々子 | 上宮菜々子 | 前田有紀   | 前田有紀   | 小松靖   | 小松靖            |
| 2005.7.4 | 2006.3.31  | 小松靖     | 小松靖     | 小松靖     | 佐々木亮太 | 佐々木亮太 | 上宮菜々子 | 上宮菜々子 | 上宮菜々子 | 前田有紀   | 前田有紀   | 小松靖   | 小松靖            |
| 2006.4.1 | 2006.10.29 | 古澤琢     | 古澤琢     | 古澤琢     | 古澤琢     | 古澤琢     | 大木優紀   | 大木優紀   | 大木優紀   | 大木優紀   | 松尾由美子 | 大熊英司 | 大熊英司          |
| 2006.10.30 | 2007.4.1   | 古澤琢     | 古澤琢     | 古澤琢     | 古澤琢     | 古澤琢     | 大木優紀   | 大木優紀   | 上宮菜々子 | 上宮菜々子 | 松尾由美子 | 大熊英司 | 大熊英司          |
| 2007.4.2 | 2007.9.30  | 古澤琢     | 古澤琢     | 古澤琢     | 古澤琢     | 古澤琢     | 矢島悠子   | 久保田直子 | 村上祐子   | 村上祐子   | 高橋真紀子 | 大熊英司 | 大熊英司          |
| 2007.10.1 | 2008.3.30  | 古澤琢     | 古澤琢     | 古澤琢     | 古澤琢     | 古澤琢     | 小川彩佳   | 久保田直子 | 村上祐子   | 村上祐子   | 高橋真紀子 | 大熊英司 | 大熊英司          |
| 2008.3.31 | 2009.3.29  | 古澤琢     | 古澤琢     | 古澤琢     | 古澤琢     | 古澤琢     | 佐分千恵   | 久保田直子 | 村上祐子   | 村上祐子   | 高橋真紀子 | 大熊英司 | 大熊英司          |
| 2009.3.30 | 2010.3.28  | 古澤琢     | 古澤琢     | 古澤琢     | 古澤琢     | 古澤琢     | 高橋真紀子 | 久保田直子 | 村上祐子   | 村上祐子   | 本間智恵   | 大熊英司 | 大熊英司          |
| 2010.3.29 | 2010.7.4   | 飯村真一   | 飯村真一   | 松井康真   | 松井康真   | 松井康真   | 高橋真紀子 | 久保田直子 | 小川彩佳   | 村上祐子   | 本間智恵   | 大熊英司 | 大熊英司          |
| 2010.7.5 | 2010.10.3  | 飯村真一   | 飯村真一   | 松井康真   | 松井康真   | 松井康真   | 高橋真紀子 | 高橋真紀子 | 竹内由恵   | 村上祐子   | 本間智恵   | 大熊英司 | 大熊英司          |
| 2010.10.4 | 2011.4.3   | 飯村真一   | 飯村真一   | 飯村真一   | 飯村真一   | 飯村真一   | （不在）   | （不在）   | （不在）   | （不在）   | （不在）   | 大熊英司 | 大熊英司          |
| 2011.4.4 | 2012.4.1   | 吉澤一彦   | 吉澤一彦   | 吉澤一彦   | 吉澤一彦   | 吉澤一彦   | （不在）   | （不在）   | （不在）   | （不在）   | （不在）   | 大熊英司 | 大熊英司          |
| 2012.4.2 | 2013.3.31  | 吉澤一彦   | 吉澤一彦   | 吉澤一彦   | 吉澤一彦   | 吉澤一彦   | 森葉子     | 森葉子     | 森葉子     | 森葉子     | 森葉子     | 大熊英司 | 大熊英司          |
| 2013.4.1 | 2014.3.30  | 坪井直樹   | 坪井直樹   | 坪井直樹   | 坪井直樹   | 坪井直樹   | 島本真衣   | 島本真衣   | 島本真衣   | 島本真衣   | 島本真衣   | 大熊英司 | 大熊英司          |
| 2014.3.31 | 2014.9.28  | 菅原知弘   | 菅原知弘   | 菅原知弘   | 菅原知弘   | 菅原知弘   | 宇賀なつみ | 宇賀なつみ | 宇賀なつみ | 宇賀なつみ | 宇賀なつみ | 大熊英司 | 大熊英司          |
| 2014.9.29 | 2015.3.29  | 加藤泰平   | 加藤泰平   | 加藤泰平   | 加藤泰平   | 加藤泰平   | 松尾由美子 | 松尾由美子 | 松尾由美子 | 松尾由美子 | 松尾由美子 | 大熊英司 | 大熊英司          |
| 2015.3.30 | 2015.9.27  | 菅原知弘   | 菅原知弘   | 菅原知弘   | 菅原知弘   | 菅原知弘   | 松尾由美子 | 松尾由美子 | 松尾由美子 | 松尾由美子 | 松尾由美子 | 大熊英司 | 大熊英司          |
| 2015.9.28 | 2016.11.13 | 吉野真治   | 吉野真治   | 吉野真治   | 吉野真治   | 吉野真治   | 松尾由美子 | 松尾由美子 | 松尾由美子 | 松尾由美子 | 松尾由美子 | 大熊英司 | 大熊英司          |
| 2016.11.14 | 2016.12.7  | 加藤泰平   | 加藤泰平   | 加藤泰平   | 加藤泰平   | 加藤泰平   | 松尾由美子 | 松尾由美子 | 松尾由美子 | 松尾由美子 | 松尾由美子 | 大熊英司 | 大熊英司          |
| 2016.12.8 | 2017.3.30  | 草薙和輝   | 草薙和輝   | 草薙和輝   | 草薙和輝   | 草薙和輝   | 松尾由美子 | 松尾由美子 | 松尾由美子 | 松尾由美子 | 松尾由美子 | 大熊英司 | 大熊英司          |
| 2017.3.31 | 2017.9.24  | 飯村真一   | 飯村真一   | 飯村真一   | 飯村真一   | 飯村真一   | 島本真衣   | 島本真衣   | 島本真衣   | 島本真衣   | 島本真衣   | 大熊英司 | 大熊英司          |
| 2017.9.25 | 2019.3.31  | 飯村真一   | 飯村真一   | 飯村真一   | 飯村真一   | 飯村真一   | 島本真衣   | 島本真衣   | 島本真衣   | 島本真衣   | 島本真衣   | 大熊英司 | 森葉子 濱田隼     |
| 2019.4.1 | 2020.3.29  | 飯村真一   | 飯村真一   | 飯村真一   | 飯村真一   | 飯村真一   | 島本真衣   | 島本真衣   | 島本真衣   | 島本真衣   | 島本真衣   | 大熊英司 | 矢島悠子 濱田隼   |
| 2020.3.30 | 2020.4.5   | 飯村真一   | 飯村真一   | 飯村真一   | 飯村真一   | 飯村真一   | 島本真衣   | 島本真衣   | 島本真衣   | 島本真衣   | 島本真衣   | 本間智恵 | 本間智恵 濱田隼   |
| 2020.4.6 | 2020.6.28  | 飯村真一   | 飯村真一   | 飯村真一   | 草薙和輝   | 草薙和輝   | （不在）   | （不在）   | （不在）   | 島本真衣   | 島本真衣   | 本間智恵 | 本間智恵 濱田隼   |
| 2020.6.29 | 2020.9.27  | 飯村真一   | 飯村真一   | 飯村真一   | 飯村真一   | 飯村真一   | 島本真衣   | 島本真衣   | 島本真衣   | 島本真衣   | 島本真衣   | 本間智恵 | 本間智恵 濱田隼   |
| 2020.9.28 | 2021.3.28  | 飯村真一   | 飯村真一   | 飯村真一   | 飯村真一   | 飯村真一   | 島本真衣   | 島本真衣   | 島本真衣   | 島本真衣   | 島本真衣   | 本間智恵 | 下平さやか 濱田隼 |
| 2021.3.29 | 2021.10.3  | 飯村真一   | 飯村真一   | 飯村真一   | 飯村真一   | 飯村真一   | 島本真衣   | 島本真衣   | 島本真衣   | 島本真衣   | 島本真衣   | 布施宏倖 | 下平さやか        |
| 2021.10.4 | 2022.4.3   | 飯村真一   | 飯村真一   | 飯村真一   | 飯村真一   | 飯村真一   | 島本真衣   | 島本真衣   | 島本真衣   | 島本真衣   | 島本真衣   | 野村真季 | 下平さやか        |
| 2022.4.4 | 2023.7.2   | 草薙和輝   | 草薙和輝   | 草薙和輝   | 草薙和輝   | 草薙和輝   | 斎藤ちはる | 斎藤ちはる | 斎藤ちはる | 斎藤ちはる | 斎藤ちはる | 野村真季 | 下平さやか        |
| 2023.7.3 | 2024.3.31  | 草薙和輝   | 草薙和輝   | 草薙和輝   | 草薙和輝   | 佐々木一真 | 住田紗里   | 住田紗里   | 住田紗里   | 住田紗里   | 紀真耶     | 野村真季 | 下平さやか        |
| 2024.4.1 | 2024.9.29  | 山崎弘喜   | 野上慎平   | 野上慎平   | 野上慎平   | 野上慎平   | 紀真耶     | 住田紗里   | 住田紗里   | 住田紗里   | 住田紗里   | 野村真季 | 下平さやか        |
| 2024.9.30 | 現在       | 野上慎平   | 野上慎平   | 野上慎平   | 野上慎平   | 野上慎平   | 佐藤ちひろ | 住田紗里   | 住田紗里   | 住田紗里   | 住田紗里   | 野村真季 | 下平さやか        |
| - 濱田はメ〜テレアナウンサー。ほかはテレビ朝日アナウンサー（担当当時）。 - 小松、真鍋は『ANNニュースフレッシュ』から続投（大熊は週末版として再起用）。 - 2004年4月以降、週末担当者は昼の『ANNニュース』も担当（2017年9月から2020年3月まで、2020年10月からの日曜を除く）。 - 2007年4月から2010年9月までの女性アナウンサーは『スーパーモーニング』のニュースコーナーを兼務。 - 中丸の降板が改編期でなかった理由は、政治部記者に異動したため。 |            |            |            |            |            |            |            |            |            |            |            |          |                   |

## 昼枠
1970年1月のANN発足当初から1975年3月までは『ANNニュース』として放送されたが、1975年4月『ANNニュースライナー』に改題された。しかし、1993年4月から『ザ・ニュースキャスター・第1部』に内包されることとなり、『ANNニュース』を再開。
この昼のニュースだけは、フルネット24局に加え福井放送、テレビ宮崎のクロスネット2局（いずれもサブ加盟）を含めたANN加盟局の26局全てがネットして生放送されている。

### 平日（昼枠）
オープニングはCG付きの通常のバージョン。音声はステレオ放送。2000年10月からは他の時間帯に先駆けて、ロゴが英字表記となり、スタジオパートやフラッシュニュースにBGMが流れる。2008年3月31日より、リアルタイム字幕放送を実施。2011年から2014年まで、夏季の出演アナウンサーの服装はノーネクタイにジャケットというクールビズスタイルで出演。2014年4月1日よりオープニングが簡略化され、テーマ曲も週末朝・昼などとは別物の曲が使用されるようになった。また、2021年4月以降は内包先の『大下容子 ワイド!スクランブル・第1部』の総合司会・大下容子（テレビ朝日アナウンサー）が「続いては報道フロアから○○さん!」と呼び掛けたところでニュースが開始されるが、同番組を「ANNニュース」パートのみネットする系列局があることから、オープニングの後報道フロアに映像が切り替わった際、担当アナウンサーは受け答えはせずに「こんにちは」とだけ言ってすぐニュースを読み始めている。
福井放送のみ2007年10月より11:54で飛び降りている。
スタジオは、2000年10月から2018年9月まで報道局・ニュースルーム内のクロマキーベース（緑色の背景のみのスペース）から放送されていた。

### 土曜日・日曜日（昼枠）
後半はローカルニュースに差し替えることが出来る。土日放送分について、テレビ朝日（関東ローカル）では天気予報コーナーが設けられていない。これはかつて本番組直前に放送していたローカルニュース番組『首都圏ライナー』（1993年4月より『首都圏ニュース』に改題）が別に編成されており、天気予報も同番組で放送されていた時の名残がそのまま残っているためである。

### 放送日時（昼枠）
| 期間       | 期間       | 放送時間（日本時間） | 放送時間（日本時間） | 放送時間（日本時間） |
| 期間       | 期間       | 平日                 | 土曜                 | 日曜                 |
| ---------- | ---------- | -------------------- | -------------------- | -------------------- |
| 1993.04.05 | 2016.04.02 | 11:45（15分）        | 11:45（15分）        | 11:50（10分）        |
| 2016.04.03 | 2017.04.08 | 11:45（15分）        | 11:45（15分）        | 11:45（10分）        |
| 2017.04.09 | 2018.04.07 | 11:45（15分）        | 11:45（15分）        | 11:50（10分）        |
| 2018.04.08 | 2019.10.05 | 11:45（15分）        | 11:45（15分）        | 11:45（10分）        |
| 2019.10.06 | 現在       | 11:45（15分）        | 11:45（15分）        | 11:50（10分）        |

平日
- テレビ宮崎・福井放送は11:53頃に飛び降り。その他の系列局向けに11:57に飛び降り点が設けられている（11:56:55 - 11:57には天気カメラ映像をバックに画面上下に『大下容子 ワイド!スクランブル』の12時以降の内容の予告テロップが表示される）。

土曜日
- テレビ朝日などは『ワイド!スクランブル サタデー』（2025年4月より）[3]に内包。
- 静岡朝日テレビのみ『とびっきり!しずおか 土曜版』に内包、編成上の内包時間帯。また、2025年4月より、福井放送は11:53頃に飛び降り。

日曜日
- 毎年11月第1日曜日は『全日本大学駅伝対校選手権大会』中継のため、13:40開始に時間を繰り下げて放送（テレビ宮崎・福井放送は放送しない）。

### 担当キャスター（昼枠）
| 期間       | 期間       | 月                    | 火                    | 水                    | 木                    | 金                    | 土                      | 日                 |
| ---------- | ---------- | --------------------- | --------------------- | --------------------- | --------------------- | --------------------- | ----------------------- | ------------------ |
| 1993.04.05 | 1994.10.02 | 高井正憲1 田丸美寿々2 | 高井正憲1 田丸美寿々2 | 高井正憲1 田丸美寿々2 | 高井正憲1 田丸美寿々2 | 高井正憲1 田丸美寿々2 | 小林一枝1               | 小林一枝1          |
| 1994.10.03 | 1995.10.01 | 高井正憲 勝恵子3      | 高井正憲 勝恵子3      | 高井正憲 勝恵子3      | 高井正憲 戸田信子3    | 高井正憲 戸田信子3    | 小林一枝1               | 小林一枝1          |
| 1995.10.2  | 1996.03.31 | 高井正憲 勝恵子3      | 高井正憲 勝恵子3      | 高井正憲 勝恵子3      | 高井正憲 戸田信子3    | 高井正憲 戸田信子3    | 木下智佳子              | 木下智佳子         |
| 1996.04.01 | 1996.09.29 | 高井正憲 丸川珠代3    | 高井正憲 丸川珠代3    | 高井正憲 丸川珠代3    | 高井正憲 丸川珠代3    | 高井正憲 丸川珠代3    | 木下智佳子              | 木下智佳子         |
| 1996.09.30 | 1997.03.30 | 高井正憲 丸川珠代3    | 高井正憲 丸川珠代3    | 高井正憲 丸川珠代3    | 高井正憲 丸川珠代3    | 高井正憲 丸川珠代3    | 川瀬眞由美4             | 川瀬眞由美4        |
| 1997.03.31 | 1999.04.04 | 高井正憲 丸川珠代3    | 高井正憲 丸川珠代3    | 高井正憲 丸川珠代3    | 高井正憲 丸川珠代3    | 高井正憲 丸川珠代3    | 松苗慎一郎5             | 松苗慎一郎5        |
| 1999.04.05 | 2000.03.26 | 松苗慎一郎 佐藤紀子   | 松苗慎一郎 佐藤紀子   | 松苗慎一郎 佐藤紀子   | 松苗慎一郎 佐藤紀子   | 松苗慎一郎 佐藤紀子   | 中山貴雄6               | 中山貴雄6          |
| 2000.03.27 | 2000.10.01 | 松苗慎一郎 佐藤紀子   | 松苗慎一郎 佐藤紀子   | 松苗慎一郎 佐藤紀子   | 松苗慎一郎 佐藤紀子   | 松苗慎一郎 佐藤紀子   | 飯村真一 川北桃子4      | 飯村真一 川北桃子4 |
| 2000.10.02 | 2002.03.31 | 山口豊                | 山口豊                | 山口豊                | 山口豊                | 山口豊                | 飯村真一 高橋真紀子4・7 | 松井康真4          |
| 2002.04.01 | 2002.06.30 | 山口豊                | 山口豊                | 山口豊                | 山口豊                | 山口豊                | 飯村真一                | 飯村真一           |
| 2002.07.01 | 2003.03.30 | 山口豊                | 山口豊                | 山口豊                | 山口豊                | 山口豊                | 川瀬眞由美5             | 川瀬眞由美5        |
| 2003.03.31 | 2004.03.28 | 山口豊                | 山口豊                | 山口豊                | 山口豊                | 山口豊                | 松井康真4               | 松井康真4          |
| 2004.03.29 | 2005.03.27 | 山口豊                | 山口豊                | 山口豊                | 山口豊                | 山口豊                | 真鍋由5                 | 真鍋由5            |
| 2005.03.28 | 2006.04.02 | 山口豊                | 山口豊                | 山口豊                | 山口豊                | 山口豊                | 小松靖5                 | 小松靖5            |
| 2006.04.03 | 2007.05.14 | 丸川珠代8             | 丸川珠代8             | 丸川珠代8             | 丸川珠代8             | 丸川珠代8             | 大熊英司5               | 大熊英司5          |
| 2007.05.15 | 2007.05.27 | 坪井直樹9 平石直之9   | 坪井直樹9 平石直之9   | 坪井直樹9 平石直之9   | 坪井直樹9 平石直之9   | 坪井直樹9 平石直之9   | 大熊英司5               | 大熊英司5          |
| 2007.05.28 | 2010.03.28 | 上山千穂              | 上山千穂              | 上山千穂              | 上山千穂              | 上山千穂              | 大熊英司5               | 大熊英司5          |
| 2010.03.29 | 2013.03.31 | 坪井直樹              | 坪井直樹              | 坪井直樹              | 坪井直樹              | 坪井直樹              | 大熊英司5               | 大熊英司5          |
| 2013.04.01 | 2015.03.29 | 平石直之              | 平石直之              | 平石直之              | 平石直之              | 平石直之              | 大熊英司5               | 大熊英司5          |
| 2015.03.30 | 2015.09.27 | 八木麻紗子10          | 八木麻紗子10          | 八木麻紗子10          | 八木麻紗子10          | 八木麻紗子10          | 大熊英司5               | 大熊英司5          |
| 2015.09.28 | 2016.04.03 | 板倉朋希11            | 板倉朋希11            | 板倉朋希11            | 板倉朋希11            | 板倉朋希11            | 大熊英司5               | 大熊英司5          |
| 2016.04.04 | 2019.03.31 | 下平さやか            | 下平さやか            | 下平さやか            | 下平さやか            | 下平さやか            | 大熊英司5               | 大熊英司5          |
| 2019.04.01 | 2020.03.29 | 野村真季              | 野村真季              | 野村真季              | 野村真季              | 野村真季              | 大熊英司5               | 大熊英司5          |
| 2020.03.30 | 2020.05.17 | 野村真季              | 野村真季              | 野村真季              | 野村真季              | 野村真季              | 本間智恵5               | 本間智恵5          |
| 2020.05.18 | 2020.09.27 | 野村真季              | 上宮菜々子            | 野村真季              | 上宮菜々子            | 野村真季              | 本間智恵5               | 本間智恵5          |
| 2020.09.28 | 2021.03.28 | 野村真季              | 上宮菜々子            | 野村真季              | 上宮菜々子            | 野村真季              | 本間智恵5               | 下平さやか5        |
| 2021.03.29 | 2021.10.03 | 野村真季              | 上宮菜々子            | 野村真季              | 上宮菜々子            | 野村真季              | 松尾由美子              | 下平さやか5        |
| 2021.10.04 | 2024.01.14 | 林美沙希              | 林美沙希              | 林美沙希              | 林美沙希              | 林美沙希              | 野村真季5               | 下平さやか5        |
| 2024.01.15 | 現 在      | 林美沙希              | 林美沙希              | 林美沙希              | 松尾由美子            | 松尾由美子            | 野村真季5               | 下平さやか5        |

- 勝・戸田以外は、出演当時の者を含めて全員テレビ朝日アナウンサー（田丸は専属契約アナウンサー）。
- キャスターが一人体制になって以降、男性キャスターの時は女性アナウンサー、女性キャスターの時は男性アナウンサーが影読みを担当（シフト勤務）だった。2023年現在は、月曜から金曜のみ影読みがある。月曜から金曜の13:50からのANNニュースを担当する女性アナウンサーが影読みを担当する。
- 1『ANNニュースライナー』から続投。
- 2 一部地域で当番組を内包した『ザ・ニュースキャスター』メインキャスターと兼務。
- 3 一部地域で当番組を内包した『お昼のN天ワイド』メインキャスターと兼務（丸川は1996年9月まで）。
- 4 同日夕方のニュースと兼務（詳細は各番組のページを参照）。
- 5 曜日・時期によっては、同日朝のニュースと兼務（詳細は各番組のページを参照）。
- 6 土曜日は『長島三奈の熱闘!スポーツM18』、日曜日は『サンデージャングル』と兼務。
- 7『首都圏ライナー』（日曜日のみ当番組の前に5分間放送）と兼務。
- 8 入社から14年あまり勤務したテレビ朝日を退職し、参議院東京選挙区に出馬のため降板。
- 9 丸川降板から上山就任までのつなぎとして担当。
- 10 第1子の懐妊に伴う産前産後休暇に入るため降板。
- 11 木・金曜日は『スーパーJチャンネル』サブキャスターと兼務。

### 各地での放送状況（昼枠）
- 平日はクロスネット局2局を除き、11:53頃の飛び降りポイントでの飛び降り（ローカルニュースへの切り替え）はないため、11:42 - 11:45または11:56:55 - 12:00（「ワイド!スクランブル・第1部」のローカル枠）にローカルニュースを放送する（前者は「ワイド!スクランブル・第1部」扱いでANNニュースを放送する局の大半がローカルニュースを行う。後者は単独番組としてANNニュースを放送する局が中心である）。

- 土曜日・日曜日・年末年始は途中でローカルニュースに切り替わるが、青森朝日放送・岩手朝日テレビ・秋田朝日放送（日曜のみローカル差し替え権を行使し県内の天気予報を放送)・福島放送（1990年代などはローカルニュースを放送していた）・新潟テレビ21・福井放送（『NNNストレイトニュース』内でローカルニュースを放送）・山口朝日放送・愛媛朝日テレビ・長崎文化放送・熊本朝日放送・大分朝日放送・テレビ宮崎(日曜のみ)では関東ローカル枠を引き続きネットする。土曜・日曜にローカルニュースを放送する地域でも年末年始や夏の全国高校野球地方大会開催中は関東ローカル枠を放送する場合がある。
- 瀬戸内海放送では土曜日は自社制作のローカル情報番組『Newsジェニック』（11:26 - 12:00）に内包される形でネットしている。当番組に切り替わる際にはキャスターが「この後は東京から全国ニュースです」と告げた後ステブレレスで接続し、ローカル枠に切り替わるタイミングで飛び降りローカルニュースコーナーへ接続される。
- 福井放送は日本テレビ系列の昼のニュース番組「NNNストレイトニュース」（平日版は日テレNEWS24〈CS〉制作）もネットしているため、クロスネット局であった多くの局が行った【全国ニュース（→ローカルニュース）→全国ニュース】という変則的な編成を継続している。現在平日は、11:53頃の区切りの良いところで飛び降り、その後福井県内の天気予報を挟んで11:55より日本テレビ系列の番組（2011年度より「ヒルナンデス!」）を放送。また、2025年4月より読売テレビ制作の『サタデーLIVE ニュース ジグザグ』（11:55 - 13:30）のネットを行う関係で平日と同じタイミングで飛び降りている。
- テレビ宮崎は当番組を放送後、平日は12:00から「ぽかぽか」（フジテレビ系。2023年1月から）を途中から放送する。ローカルニュース枠に入るタイミングで飛び降り、独自のEDで終了する（平日のローカルニュースは11:30からの『You&Live Smile』内で放送）。日曜日の放送については2010年までは「FNSの日」に該当する日も中断して本番組を放送していたが、2011年からは本番組を休止している（番組内で『FNNニュース』の挿入あり）。
- クロスネット局2局では日曜日の放送が8月下旬の「24時間テレビ」に当たっても例外なく放送されるが、2010年代以降は番組構成上ローカル企画が放送されている時間であるため企画の途中で飛び降りる構成にはならない。ただし、11月第一週の「全日本大学駅伝中継」の日は放送が中継終了後[注釈 10]となるため「全日本大学駅伝中継」を放送しないクロスネット局2局では休止となるほか、テレビ朝日系列フルネット24局での編成の都合により、『ワイド!スクランブル・第1部』自体が放送休止となる場合、『ワイド!スクランブル・第1部』内で「ANNニュース」を放送できない場合、『ワイド!スクランブル・第1部』内で「ANNニュース」放送できたとしても、同番組内で前座番組であるスポーツ中継の続きを放送する可能性がある場合、週末に「ANNニュース」の放送時間を変更する場合には、福井放送では穴埋めの配給番組、テレビ宮崎では穴埋めの配給番組とローカルパートの代替として11:55 - 12:00に「UMKニュース」が放送される。また、箱根駅伝の放送の日は休止される（午前10時台にNNNニュースを放送）。

## 夕方枠
平日・土曜日は1970年1月のANN発足と同時に放送開始。現在の『ANNスーパーJチャンネル』の源流のニュース枠である。
1972年10月からはローカルニュース枠の『（旧）ANNニュースレーダー』と平行して放送されていたが、1975年4月、全国ニュースが『（新）ANNニュースレーダー』、ローカルニュースが『ANN首都圏ニュース』に改題された。
日曜日は1979年3月まで『朝日新聞テレビ夕刊』を放送、1979年4月から『ANNニュースレーダー』に変更されており、定時番組としての『ANNニュース』の放送は一度もない。

## 深夜枠
最終版ニュースとしては、1970年1月のANN発足後も従来の『NET 夜のワイドニュース』を『ANN 夜のワイドニュース』と改題して放送されていたが、1971年4月、放送時間の短縮に伴って『ANNニュース』となった。1975年10月から『ANNニュースファイナル』に改題された。
その後、1987年10月改編以来、22時以降のANN加盟局のニュースにすべて固有の名称がついた。2000年4月から1年間、土曜深夜のみレギュラー枠としての最終版『ANNニュース』が放送、それまで最終版ニュースとスポーツニュースを内包していた『検証ドキュメンタリー ザ・スクープ』が夕方枠へ再移動した際に、最終版ニュースとスポーツニュースを別番組としたため（スポーツニュースは『速報!スポーツCUBE』で対応）。
2024年10月時点では、平日は『報道ステーション』、土曜日は『サタデーステーション』、日曜日は『有働Times』がそれぞれANNの最終版ニュースとなり、年末年始で当該番組が休止する期間中のみ、当該時間帯としての『ANNニュース』を放送（下記参照）。また、国政選挙の投開票日と重なる日曜日の場合は『選挙ステーション』の第2部終了後（概ね深夜2時台）に同番組内包扱いで『ANNニュース』を20 - 30分間放送する。
なお、『ニュースステーション』および、放送開始当初の『報道ステーション』はANN系列局は制作協力扱いとなっており、ANNとしての最終版ニュースとして放送されなかった時期があった。

### 担当キャスター（深夜枠）
土曜深夜
- 小松靖[4]（2000年4月1日 - 2001年3月31日）

2000年9月まで『ザ・スクープ』スポーツコーナーを兼務。後番組の『ANN NEWS&SPORTS』も続投。
岡田洋子（2000年4月1日 - 2001年3月31日）
2000年9月まで『ザ・スクープ』ニュースキャスターを兼務。後番組の『ANN NEWS&SPORTS』も続投。

## スポットニュース（昼）
平日・土曜日は1970年1月のANN発足時に開始。日曜日のみ1983年10月放送開始。字幕放送が2012年4月からは土曜日・日曜日の放送でも実施。平日は2014年3月をもって平日の午後枠の改編に伴い一時廃枠となった。また、日曜日は2015年3月をもって、土曜日は2016年4月2日をもって、午後枠の改編に伴い廃枠となった。
2021年10月4日から平日に限り、13:49 - 13:54の放送枠でスポットニュース枠が復活した。これにより、同日より夕方の『スーパーJチャンネル』が5分繰り下げられ、16:45開始となった。2023年10月2日から、放送時間を13:50 - 13:55に変更すると共に、『スーパーJチャンネル』の放送開始時間を16:45から、さらに3分繰り下げて16:48に変更される。
2025年3月31日から、3月28日をもって放送を終了した東京都の広報番組である『東京サイト』の放送枠を吸収して、13:45 - 13:55に放送枠が5分拡大された。なお、放送枠を5分拡大した後は、CM前に、情報カメラの映像をバックに「引き続き 最新ニュース」というテロップ表記の後に、CMを挟むようになった。
2025年7月4日から、テレビ朝日のみ、週1回、金曜日のみ放送される東京都の広報番組『TOKYO EVERYONE』が放送を開始したことに伴い、金曜日に限って、13:45 - 13:50に放送時間が5分短縮になった。

### キャスター
- 上宮菜々子(月、木)：2022年5月3日 -
- 野村真季(火、水)：2022年5月4日 -
- 本間智恵(金)：2022年5月6日 -

### 過去のキャスター
- 林美沙希：2021年10月4日 - 2022年4月29日（平日昼のANNニュースと兼務していた。）

### ネット局と放送時間（スポット）
平日
| 放送対象地域 | 放送局              | 系列           | 放送時間                                   | ネット状況 | 備考                  | 出典  |
| ------------ | ------------------- | -------------- | ------------------------------------------ | ---------- | --------------------- | ----- |
| 関東広域圏   | テレビ朝日（EX）    | テレビ朝日系列 | 月曜-木曜 13:45 - 13:55 金曜 13:45 - 13:50 | 制作局     | 制作局                |       |
| 青森県       | 青森朝日放送（ABA） | テレビ朝日系列 | 月曜-木曜 13:45 - 13:55 金曜 13:45 - 13:50 | 同時ネット | 2024年4月から放送     | [ 6 ] |
| 福島県       | 福島放送（KFB）     | テレビ朝日系列 | 月曜-木曜 13:45 - 13:55 金曜 13:45 - 13:50 | 同時ネット | 2023年10月2日から放送 | [ 7 ] |
| 石川県       | 北陸朝日放送（HAB） | テレビ朝日系列 | 月曜-木曜 13:45 - 13:55 金曜 13:45 - 13:50 | 同時ネット | 2024年10月から放送    | [ 8 ] |
| 熊本県       | 熊本朝日放送（KAB） | テレビ朝日系列 | 月曜-木曜 13:45 - 13:55 金曜 13:45 - 13:50 | 同時ネット |                       |       |
| 大分県       | 大分朝日放送（OAB） | テレビ朝日系列 | 月曜-木曜 13:45 - 13:55 金曜 13:45 - 13:50 | 同時ネット |                       |       |

過去
- 岩手朝日テレビ（IAT）[注釈 13]
- 静岡朝日テレビ（SATV）[注釈 14]
- 山口朝日放送（yab）[注釈 15]
- 朝日放送テレビ（ABC TV）[注釈 16]

### 過去の放送時間（スポット）
土曜日
- 13:55 - 13:59（※編成の都合上繰り下げて放送する場合がまれにあった。一部地域では遅れネットで放送していた）
- 現職のテレビ朝日のアナウンサーによるシフト勤務。

## スポットニュース（夜）
1970年1月のANN発足から存在する放送枠。当初は1日に複数回以上の放送があったが、1975年4月以降は徐々に芸能ニュースやスポーツニュース、ミニ番組に置き換えられ、他局同様に20:54のみとなり、のちに廃止された。
平日は2019年9月現在、『ANNスーパーJチャンネル』の終了時刻（19:00）と『報道ステーション』の開始時刻（21:54）の間が短いことから放送されていない。ただし、年末年始など『報道ステーション』が休止される場合は放送されることがある。（一部例外有り）。
一方、週末は、2017年4月8日までは、『ANNスーパーJチャンネル週末版』の終了時刻（18:00）から『ANN NEWS&SPORTS』の開始時刻（翌日未明0時台）までの間が長かったことから、20:54 - 20:58の枠で長年にわたり放送されていたが、同月22・23日から、『サタデーステーション』『サンデーステーション』（土・日曜20:54 - 21:54）を開始するのに伴い廃枠となり、現在は放送されていない。
備考
- 土曜日20時台にアニメ・特撮が放送された時代があったとき、この番組を放送する基幹都市（HTB、NET<=EX>、NBN<=メ～テレ>、MBS<当時ANN系>、KBC）に向けての配慮として、20:30からの枠でエンディングを割愛した26分版（基幹都市版）を作り、地方局に向けてはエンディングありの30分版を裏送り（同時マイクロネット局）、またはフィルムネット（遅れネット局）していた。（マグネロボシリーズ#放送規格参照）
- 平日のみ、2か国語放送を行っていた（ネット局ではモノラルの場合もあった）。また、1980年代初期は平日のみニュース開始前に30秒CMを流していた（証券会社やクレジットカード会社のものが多かった）。
- 2010年4月3日の放送から、報道デスクに代わりバーチャルルーム（バックに横浜・みなとみらい地区の夜景が見えるもので、『ANNニュース&スポーツ』と共用）から放送されるようになり、また本番組の担当アナウンサーが、それまで女性フリーアナウンサー（最末期は宮原あつき）が担当していた後座番組の『あすの空もよう』を兼務することになった。
- 2014年度より番組編成上の都合で20:54のニュース･天気枠が休止される場合もあった（土曜日の場合『池上彰のニュースそうだったのか!!』の放送枠が『土曜ワイド劇場』の番組枠まで時間を延長するケース、日曜日の場合『日曜エンターテインメント』の放送枠が18:57 - 23:10、19:58 - 23:10〈番組内容によりさらに延長シフトを設ける場合あり〉になるケース時）。

### 担当キャスター（スポット夜）
- 上山千穂（2015年7月5日 - 2017年4月8日）

前任の萩野志保子が産休に入ったための措置。

### 各地での放送状況（スポット夜）
| 系列局の放送状況 | 系列局の放送状況                                                                    | 系列局の放送状況 |
| 放送局           | 番組名                                                                              | 備考 |
| ---------------- | ----------------------------------------------------------------------------------- | --- |
| 北海道テレビ     | HTBニュース                                                                         | ローカルニュースと天気予報。かつては、『HTBニュース〜ANN〜』の名称に差し替えてANNニュースをネットしていたが、2004年1月ごろから2006年5月までは、タイトル差し替えなし（タイトルは『ANNニュース』のまま）でネットし、2006年6月から現在の体制となっていた。 |
| 青森朝日放送     | オープニング：ANNニュース エンディング：ANNニュース&あすの空もよう ※土曜日のみ放送  | 一時期『あすの空もよう』のフォントはテレビ朝日と同じであった。2013年までは日曜日も夜ニュースをネットしていたが、日曜日は『ABA天気』に切り替えた。 |
| 岩手朝日テレビ   | ANNニュース                                                                         | |
| 東日本放送       | KHB NEWS ANN                                                                        | 県内の天気予報も放送していた。 |
| 秋田朝日放送     | ANNニュース&ウェザー                                                                | 通常ANNニュースを放送していたが、重要なニュースがある場合に全部あるいは一部をローカルニュースに差し替える場合があった。 |
| 山形テレビ       | ANNニュース                                                                         | 以前は、『YTSニュースANN』を放送していた。 |
| 福島放送         | KFBニュース                                                                         | 県内の天気予報も放送していた。 |
| 長野朝日放送     | ニュース&天気予報                                                                   | |
| 新潟テレビ21     | ANNニュース                                                                         | |
| 静岡朝日テレビ   | SATVニュース                                                                        | 番組冒頭にタイトルの表示なし、提供クレジットのみ。なお5秒間のエンディングが存在し、独自のテーマ曲が流れていた。 |
| 名古屋テレビ     | メ〜テレニュース                                                                    | 原則ローカルニュースを放送していた。 |
| 北陸朝日放送     | ANNニュース&あすの空もよう                                                          | 挨拶時、右上にロゴが表示されていた（かつては左下に表示。テレビ朝日で2008年3月まで土日挨拶時に左下表示されたものと同様）。 |
| 福井放送         | （放送なし）                                                                        | 土曜はミニ番組、日曜は天気予報を放送していた。 |
| 朝日放送         | ABC NEWS                                                                            | 通常ANNニュースを放送していたが、重要なニュースがある場合に全部あるいは一部をローカルニュースに差し替える場合があった。2017年3月25日までは近畿地方の天気も放送されていた。かつては『ABCフラッシュニュース』のタイトルで放送していた。                   |
| 広島ホームテレビ | ANNホームテレビニュース                                                             | ANNニュースと県内の天気予報を放送していた。 |
| 山口朝日放送     | yabニュース&ウェザー〜ANN〜                                                         | |
| 瀬戸内海放送     | ANNニュース                                                                         | 番組開始直前にローカルの天気が流れていた。かつては『KSBニュースANN』を放送していた。なお、日曜に関しては岡山県知事選挙及び香川県知事選投開票日において『岡山（香川）県知事選挙票速報』としてローカルニュースに差し替えていた。                          |
| 愛媛朝日テレビ   | eatニュース                                                                         | 原則ローカルニュースを放送していた。 |
| 九州朝日放送     | KBC NEWS                                                                            | 原則ローカルニュースを放送していた。 |
| 長崎文化放送     | ANNニュース&あすの空もよう                                                          | |
| 熊本朝日放送     | KABニュース&天気                                                                    | 原則ローカルニュースを放送していた。 |
| 大分朝日放送     | OABニュース〜ANN〜                                                                  | |
| テレビ宮崎       | UMKニュース・天気予報                                                               | 土曜は『こんやのニュース（←FNN NEWS Pick Up←FNNレインボー発』をネット、日曜は原則ローカルニュースを放送していた。 |
| 鹿児島放送       | オープニング：（表示無し） エンディング：KKBニュース ANN EPG：KKBニュース・天気予報 | かつては「KKBニュース ANN」として番組開始直前にオープニングが流れていたが、2016年2月現在は使われていない（廃止時期不明）。原則ANNニュースを放送していた。                                                                                               |
| 琉球朝日放送     | ANNニュース&あすの空もよう                                                          | 開局から1999年頃までの天気で、スポンサーがつく場合は、｢(スポンサー名)WEATHER REPORT｣で放送していた。なお、この時にはニュースと天気はそれぞれ独立番組扱いだった。                                                                                        |

## 年末年始
夕方は一時期、『スーパーJチャンネル』の差し替えとして放送した。
また、大晦日や正月三が日に差し掛かる日曜朝は『サンデーLIVE!!』→『グッド!モーニング』が放送休止となる日があり、その場合は代替として5時50分から10分間放送する。

### スポットニュース（年末年始・午後）
休まずに放送されている。地方局では任意ネットとなるが、通常枠ではネットしない系列局でも放送されることがある。担当アナウンサーは昼のニュースの担当者、あるいは『スーパーJチャンネル』の女性キャスターが兼務することがある。

### スポットニュース（年末年始・夜）
不定期放送。通常のスポットニュースより項目数が多い。また、『あすの空もよう』は放送されず、本番組の中で天気予報を伝える。また、オープニング・エンディングが流れる。オープニングは週末朝・土曜昼バージョンと共用で、2005年頃から2009年年始までは省略されていた。また、2008年末は午後のスポットニュース同様エンディングが流れる際に提供クレジットが表示されていた（年末年始以外は担当アナウンサーが挨拶する時のみ表示）。担当のアナウンサーは最終ニュースの担当者が兼任することがある。
2009年末・2010年始は12月29日（21:54 - ）、1月1日、3日（20:54 - ）に放送された。2010年末・2011年始は1月1日のみだった。

### 深夜（年末年始）
23 - 翌0時台に10 - 15分間放送。
- 放送開始及び終了時間は日によって異なる。平日は『報道ステーション』、土曜日は『サタデーステーション』、日曜日は『有働Times』がそれぞれ休止となる日または期間に放送。また、一部地域では後半部分（天気予報を含む）をローカルニュースや天気予報に差し替えている。
- 1月1日未明のANNニュースは『朝まで生テレビ!元旦スペシャル』に内包。
- 2008年のみオープニングが省略されていた。

## その他の特例

### スポーツ中継（その他）
- ゴルフ中継（全米オープン、全米女子オープンなど）やサッカー日本代表戦を放送する場合、中継内に内包する形で時間変更・短縮し放送。
- 朝日新聞社が主催している全国高等学校野球選手権大会（夏の高校野球）開催時は朝日放送テレビが同大会の中継を行うため、試合日程または試合展開によっては昼の『ANNニュース』や『スーパーJチャンネル』（平日）、『ANNスーパーJチャンネル』（週末）のネットを返上することがある[14]。その場合は試合と試合の間の空き時間に『ABCニュース』として、全国のニュースを補完する。他の系列局でも7月の都道府県大会が集中する時期は試合中継のためネット返上する場合がある。

### 夕方（その他）
- 1987年12月30日はANNニュースとして放送し、1985年9月までのテーマ曲が復活した(映像はニュース素材で横綱双羽黒事件のもの)。

### スポットニュース（その他）
- 1995年に函館で起きたハイジャック事件発生の際、20:54のミニ情報番組（京都が好き）を休止して、臨時のANNニュースに差し替えて放送したことがある。
- 2009年2月1日は、テレビ朝日開局50周年記念報道特別番組を14:05から放送した関係で午後のスポットニュースが14:00から放送された。ちなみに、この時のみ普段この時間のニュースをネットしていない福島放送もネットした。

## 過去の放送時間

### 朝、昼、夕方、深夜
日曜日夕方は『朝日新聞テレビ夕刊』を放送。
| 期間    | 期間   | 朝           | 朝           | 昼             | 昼             | 夕方          | 深夜           | 深夜            |
| 期間    | 期間   | 月 - 土曜    | 日曜         | 月 - 土曜      | 日曜           | 月 - 土曜     | 月 - 金曜      | 土・日曜        |
| ------- | ------ | ------------ | ------------ | -------------- | -------------- | ------------- | -------------- | --------------- |
| 1970.1  | 1971.3 | 6:50（10分） | 7:40（05分） | 11:50（10分）  | 11:50（10分）  | 18:45（10分） | （放送なし）   | 翌0:00 （10分） |
| 1971.4  | 1973.9 | 6:50（10分） | 6:50（10分） | 11:45 （15分） | 11:50 （10分） | 18:40（15分） | 23:50 （10分） | 翌0:00 （10分） |
| 1973.10 | 1974.3 | 6:50（15分） | 6:50（10分） | 11:45 （15分） | 11:50 （10分） | 18:30（15分） | 23:50 （10分） | 翌0:00 （10分） |
| 1974.4  | 1975.3 | 6:50（15分） | 6:50（10分） | 11:45 （15分） | 11:50 （10分） | 18:30（20分） | 23:50（10分）  | 23:50（10分）   |

### スポットニュース
午後は特記以外5分間放送。夜は1972年9月まで4分間、1972年10月から1975年9月まで5分間放送。
| 期間    | 期間    | 午後        | 午後         | 午後     | 夜                | 夜                | 夜           | 夜           | 夜           |
| 期間    | 期間    | 月 - 金曜   | 土曜         | 日曜     | 月曜              | 火 - 木曜         | 金曜         | 土曜         | 日曜         |
| ------- | ------- | ----------- | ------------ | -------- | ----------------- | ----------------- | ------------ | ------------ | ------------ |
| 1970.1  | 1971.3  | 16:00       | （時間不定） | （なし） | 20:56 21:56 22:56 | 20:56 21:56 22:56 | 20:56、22:26 | 20:56、22:26 | 20:56        |
| 1971.4  | 1971.9  | 16:00       | （時間不定） | （なし） | 20:56 21:56 22:56 | 20:56 21:56 22:56 | 20:56 22:26  | 20:56 22:26  | 20:56 22:56  |
| 1971.10 | 1972.9  | 16:00       | （時間不定） | （なし） | 20:56 21:56 22:56 | 20:56 21:56 22:56 | 20:56 21:56  | 20:56 22:26  | 20:56 22:56  |
| 1972.10 | 1975.3  | 16:00       | （時間不定） | （なし） | 20:55 21:55 22:55 | 20:55 21:55 22:55 | 20:55 21:55  | 20:55 22:25  | 20:55 22:55  |
| 1975.4  | 1975.9  | 15:55       | 15:55        | （なし） | 20:55、22:55      | 20:55、22:55      | 20:55、22:55 | 20:55        | 20:55        |
| 1975.10 | 1983.9  | 15:55       | 15:55        | （なし） | 20:54（6分）      | 20:54（6分）      | 20:54（6分） | 20:54（6分） | 20:54（6分） |
| 1983.10 | 1984.3  | 14:55       | 15:55        | 15:55    | 20:54（6分）      | 20:54（6分）      | 20:54（6分） | 20:54（6分） | 20:54（6分） |
| 1984.4  | 1985.9  | 14:55       | 15:55        | 15:55    | 20:54（4分）      | 20:54（4分）      | 20:54（4分） | 20:54（4分） | 20:54（4分） |
| 1985.10 | 1986.9  | 14:55       | 15:55        | 15:55    | 21:48（6分）      | 20:54（4分）      | 20:54（4分） | 20:54（6分） | 20:54（6分） |
| 1986.10 | 1987.10 | 14:55       | 15:55        | 15:55    | 20:54（4分）      | 20:54（4分）      | 20:54（4分） | 20:54（6分） | 20:54（6分） |
| 1987.10 | 1989.3  | 14:55 17:55 | 15:55        | 15:55    | （なし）          | （なし）          | （なし）     | 20:54（6分） | 20:54（6分） |
| 1989.4  | 1993.6  | 14:55       | 15:55        | 15:55    | （不明）          | （不明）          | （不明）     | 20:54（6分） | 20:54（6分） |
| 1993.7  | 1995.3  | 14:55       | 15:55        | 15:55    | （なし）          | （なし）          | （なし）     | 20:54（6分） | 20:54（6分） |
| 1995.4  | 1996.3  | 14:55       | 15:55        | 15:25    | （なし）          | （なし）          | （なし）     | 20:54（6分） | 20:54（6分） |
| 1996.4  | 1997.9  | 14:50       | 15:55        | 15:25    | （なし）          | （なし）          | （なし）     | 20:54（4分） | 20:54（6分） |
| 1997.10 | 2005.9  | 14:55       | 15:55        | 15:25    | （なし）          | （なし）          | （なし）     | 20:54（4分） | 20:54（6分） |
| 2005.10 | 2012.3  | 14:55       | 13:55（4分） | 15:25    | （なし）          | （なし）          | （なし）     | 20:54（4分） | 20:54（6分） |
| 2012.4  | 2013.3  | 13:59       | 13:55（4分） | 15:25    | （なし）          | （なし）          | （なし）     | 20:54（4分） | 20:54（6分） |
| 2013.4  | 2014.3  | 13:59       | 13:55（4分） | 15:25    | （なし）          | （なし）          | （なし）     | 20:54（4分） | 20:54（4分） |
| 2014.4  | 2015.3  | （なし）    | 13:55（4分） | 15:25    | （なし）          | （なし）          | （なし）     | 20:54（4分） | 20:54（4分） |
| 2015.4  | 2016.3  | （なし）    | 13:55（4分） | （なし） | （なし）          | （なし）          | （なし）     | 20:54（4分） | 20:54（4分） |
| 2016.4  | 2017.3  | （なし）    | （なし）     | （なし） | （なし）          | （なし）          | （なし）     | 20:54（4分） | 20:54（4分） |
| 2017.4  | 2021.9  | （なし）    | （なし）     | （なし） | （なし）          | （なし）          | （なし）     | （なし）     | （なし）     |
| 2021.10 | 2023.9  | 13:49       | （なし）     | （なし） | （なし）          | （なし）          | （なし）     | （なし）     | （なし）     |
| 2023.10 | 現在    | 13:50       | （なし）     | （なし） | （なし）          | （なし）          | （なし）     | （なし）     | （なし）     |

- 1990年前後は局によって14:55と15:55とのどちらかを放送していた。テレビ朝日は14:55だったため、15:55は裏送りしていた。
- 2017年4月から2021年10月までスポットニュース枠が廃止されていたが、2021年10月に平日昼のみスポットニュース枠が復活した。

## 歴代ANNニュースの演出
- 解説文中、下記のニュース番組タイトルを、以下の通り省略する。
  - ANNニュースセブン→『セブン』
  - ANNニュースライナー→『ライナー』
  - ANNニュースレーダー→『レーダー』
  - ANNニュースファイナル→『ファイナル』
  - ANNニュースフレッシュ→『フレッシュ』

- 1970年 - 1975年3月 / タイトル・作曲者不明
  - 壮大なオーケストラ演奏の曲。エンディングはオープニングのラスト5秒をアレンジしたもの。オープニングは宇宙空間を模したような背景でエンディングはブルーバック。
- 1975年4月 - 1980年9月 /ANNニュース テーマ 作曲：宮川泰「宮川泰テレビテーマ・ワールド」（日本コロムビア、2018年8月発売）
  - リニューアル前（前期）のオープニングでは、およそ5秒間のイントロに続いて、男女混声による「パッパヤーパッパヤー」という合唱をタイトルバックの映像と共に放送。タイトルバックは石ノ森章太郎が手掛けたアニメーションで、夕日をバックに平原をキリンなどの動物が走るシーンで締めくくられていた[15]。
  - 「宮川泰テレビテーマ・ワールド」のCDには、この時期のテーマ曲をCD用に録り直したバージョンが収録されている[15]。
- 1980年10月 - 1982年3月 / ANNニュース テーマ（アレンジバージョン） 作曲：宮川泰
  - 前バージョンのアレンジをポップなものに変更。
  - このバージョンでは前半にイントロ（5秒）の後、「パッパヤーパッパヤーパッパヤーパッパヤー」と歌われている。但し、スポットニュースのバージョンは「パッパヤ―パッパヤー」で直ぐにファンファーレに入る。『ファイナル』のみはイントロやファンファーレは入らない。エンディングテーマは前半イントロ5秒が流れる。
  - この時期の『セブン』や、一部の系列局が『セブン』以外の時間帯に放送していたローカル向けの定時ニュース（北海道テレビの『HTBニュース』など）では、独自の実写映像をタイトルバックで流していた。このタイトルバックでは、池上通信機製のテレビカメラを側面から写した映像→テレビカメラの断面図へのズーム映像→幼児を写した映像を順々に流してから、電波塔の空撮映像にタイトルロゴを入れていた。
  - 『ファイナル』は、平日は20秒版、土日は15秒版のものが使われている。
  - わずかな期間ではあったが、このオープニング映像と前バージョンテーマ曲の組み合わせによるオープニングも存在した。
- 1982年4月 - 1984年9月 / タイトル・作曲者不明
  - 1982年4月から6月まで3ヶ月間のみ使用された効果音系のものと、1982年7月から使用されたシンセサイザー演奏のテクノ系のものがある。
  - 最初の3か月間は無機質なベース音に、テロップアニメと同期し様々な効果音が流れ、アウトロではボウリングのピンを倒すような音が流れる。『レーダー』ではそれに加えてヒステリックなピアノ音が流れる。
  - 3か月後から使われた後期のテクノ系は、オープニングアニメとエンディングタイトルはそのままで、音楽のみ差し替えた。『セブン』『ライナー』は共通、『ファイナル』は微妙にアレンジしたもの、『レーダー』のものは、リズミカルにアレンジしたものだった。エンディングは共通でリズミカルな5秒のもの。
- 1984年10月 - 1985年9月 / タイトル・作曲者不明
  - オーケストラ演奏と各報道番組共通の黄金タイルアニメ。
  - オープニングテーマは3種類あり、スポットニュース用10秒バージョン、『セブン』『ライナー』の15秒バージョン、『レーダー』『ファイナル』の25秒バージョン。エンディングテーマは共通で75-80テーマ（初代パッパヤーバージョン/宮川泰作曲）のエンディングをアレンジしたようなオーケストラ演奏5秒のもの。
  - 1985年4月以降『レーダー』のオープニングが平日は5秒長くなり、土日は5秒短縮。
  - 10秒バージョンはフジテレビ、日本テレビと共にクロスネットを結んでいるテレビ宮崎の「UMKニュース」でも使われていた事がある。
- 1985年10月 - 1990年9月 / タイトル不明・作曲：松岡直也
  - 1985年にスタートした『ニュースステーション』（以下『Nステ』）のオープニングテーマが使われた。ただし、ニュースステーションとそれ以外とでアレンジが多少異なっていた。
  - 音楽は『セブン』→『フレッシュ』とスポットニュースは『Nステ』のオープニングテーマの前半部、『ライナー』、『ファイナル』（土日のみ）は後半部およびCM前用のものを、『レーダー』では後半部が使われた。
  - アレンジの題材となった『Nステ』のオープニングが変更されると、タイトル文字が変更された。
  - 土日の『フレッシュ』のみ、1993年3月まで使われていた（『CNNデイブレイク』内包時の平日は同番組のテーマ曲にスタジオ映像のオープニングを使用）。また、瀬戸内海放送ではこの音楽が2005年頃まで使われた。
- 1990年10月 - 1993年3月 / 「ASTINA」作曲：窪田宏
- 1993年4月 - 1996年9月 / 平日昼:「ヴィーナス・ラヴ」クライズラー&カンパニー （3:27くらいから）
  - 内包先の『ザ・ニュースキャスター』のテーマソング。
- 1996年10月 - 1997年9月 / 「Mistral」歌・作曲：大黒摩季
  - 大黒の多重録音コーラスのみで作られたアカペラ曲。
- 1997年10月 - 1999年3月 / タイトル・作曲者不明
  - 音楽はオーボエ、ピアノとハープの演奏によるもの。従来のテーマ曲と違い落ち着いた曲調であった。
  - 季節ごとにオープニング・エンディングアニメーションの背景が変化するという凝った演出が見られた。
  - 『フレッシュ』ではエンディング5秒のテーマがオープニングに使用された。オープニングもスタジオを映したもの。
- 1999年4月 - 2002年12月 / タイトル・作曲者不明
  - 3拍子のもので、シンセサイザーによる演奏である。
  - 土曜深夜枠のみ、アレンジの異なるバージョン（伴奏が違う）を使用していた。
  - 平日昼枠については、2000年10月から2002年9月まで、独自テーマ曲（Silent Poets「HOPE」）を使用。
  - 『フレッシュ』ではエンディング5秒のテーマがオープニングに使用された。
  - テレビ宮崎では、2021年1月11日までこの曲が昼のANNニュースのローカルパート後のエンディングで使用されていた。
  - このテーマ曲以降、オープニング・エンディングの背景が天カメの映像となる。
- 2003年1月 - 2003年9月28日 / 「天下の飾りもの」作曲：ナッシュスタジオ
  - 当初は昼枠のみで2002年10月から使われていたが、2003年の年明けから他の時間でも使用されだす。しかしCGは先代のまま。
  - 2003年2月にオープニング・エンディング共に若干曲の編集が変更され、当初の物はわずか1か月間しか使用されなかった。
- 2003年9月29日 - 2009年5月17日 / 「ANNニューステーマ曲」作曲：光氷櫓
  - オープニングは時間帯によってそれぞれ違うバージョンが存在する。
  - 地上デジタル放送ではロゴアニメーション映像を16:9に引き伸ばしたものを使用。
  - 朝・最終版（最終版は2007年の年末年始まで）はスタジオとアナウンサーが映し出され、平日昼枠では3本程度ニュース項目を取り上げて最後のニュース項目でこのテーマ曲が流れる（同時にタイトルロゴCGが現れ、ロゴCGが消えてから画面右上[注釈 25]にニュース項目が表示される）。
  - 平日、土曜昼枠ではその時間に流れるニュース映像の切り貼りをバックにテーマ曲（「The advant」作曲：ナッシュスタジオ）が流れ、専用のロングバージョンが用意された。
  - 午後のスポットニュース並びに平日・土曜昼枠のOPのCGに「All-nippon News Network」のロゴが挿入されていた。
  - ちなみに、オープニングテーマはベースギターの演奏が入るのに対し、エンディングテーマはピアノ演奏を主体としたものになっている。
  - 2003年9月29日 - 2006年3月31日の平日早朝枠（『朝いち!!やじうま』内）では「TIME ANGEL Ver.II／作曲：ナッシュスタジオ」が使用された。
  - 2005年以降、日曜昼枠の全国パートエンディングでは、テレビ朝日では「サンデースクランブル」のコーナーであったため、サンデースクランブルのジングルが使われていた（2016年春改編まで）。
  - 東日本放送では、2020年12月までこの曲が週末昼前のエンディングで使用されていた。
- 2009年5月18日 - 2021年1月3日 / 「time-line」作曲：榊原大
  - ピアノソロ演奏によるもの。オープニング音楽は時間帯によって5秒・10秒・11秒バージョン、新しくなったCGは5秒・デジタル放送・アナログ放送・午後バージョンが存在。なお、BGM5秒バージョンはわずか2ヶ月で消滅し、10秒バージョンに変更された。11秒バージョンは平日昼枠のみ。テーマ曲・CGの使用期間として歴代最長使用記録となっている。（テーマ曲は11年7か月使用、CGは12年使用）
  - 榊原自身はこの作品を商品化していないが、「ブロードキャスト・トラックス テレビ朝日編」に収録されている。
  - 平日昼のヘッドラインのテロップはデジタル放送に対応したものになっており、アナログ放送では当初「ANN NEWS」のロゴが見えなくなっていたが、2010年7月5日からレターボックス化に伴うテロップの変更により解消された。なお、平日昼ニュースのBGMは、2014年4月1日、同年6月30日、及び2018年10月1日に、それぞれ変更されている。
- 2021年1月4日 - 2025年6月30日/タイトル・作曲者不明
  - 6年8か月ぶりにすべての枠でテーマ曲が統一された。当初はCG・テロップは先代のままとなっていたが、2021年5月31日からこれまでのブルー基調（ANNNEWS）からイエロー基調（ANNNEWS）に変更された。
- 2025年7月1日 - 現在/タイトル・作曲者不明
  - この日から、CG・テロップをこれまでのイエロー基調からネイビーブルー（藍色）基調（ANNNEWS）に変更された。また「NEWS」の文字も社屋移転後長らく使われていたBank Gothicからテレ朝UDへ変更された。同時にニュースサイト『テレ朝NEWS』もこれに合わせたロゴに変更されている。

## テレビ以外での配信
YouTubeにおいて、「ANNnewsCH」のチャンネル名で最新のニュース映像を配信している。